# Abisara lisa
Abisara lisa är en fjärilsart som beskrevs av Bennett 1950. Abisara lisa ingår i släktet Abisara och familjen Riodinidae. Inga underarter finns listade i Catalogue of Life.